# Idrottsföreningen Kamraterna Eskilstuna
Idrottsföreningen Kamraterna Eskilstuna, ou simplesmente IFK Eskilstuna, é um clube de futebol da Suécia fundado em 9 de setembro de 1897. Sua sede fica localizada em Eskilstuna.